# Stazione di Populonia
La stazione di Populonia è una fermata ferroviaria situata a Populonia Stazione, frazione del comune di Piombino, in provincia di Livorno.
È classificata nella categoria Bronze di RFI.
I treni sono di tipo Regionale e Regionale veloce. In totale sono circa venti i treni che effettuano servizio in questa stazione e le loro principali destinazioni sono: Piombino Marittima, Pisa, Campiglia Marittima e Firenze Santa Maria Novella.

## Servizi
La stazione dispone di:
- Annuncio sonoro arrivo e partenza treni
- Biglietteria automatica
- Cabina telefonica

## Interscambi
La via antistante la stazione (viale Etruria) è servita da una fermata delle autolinee di Tiemme Toscana Mobilità, denominata Populonia FS.
- Fermata autobus